# 中华人民共和国宪法修正案
1954年9月20日，中华人民共和国首部宪法由第一届全国人民代表大会第一次会议全票通过。《中华人民共和国宪法》共经历三次重大修改，等同于重新制宪。在经历“文化大革命”时期，包括废除国家主席的两次修宪后，现行的八二宪法于1982年12月4日由第五届全国人民代表大会第五次会议以3037票赞成、3票弃权表决通过，并于当日公布施行。
八二宪法第六十四条规定：“宪法的修改，由全国人民代表大会常务委员会或者五分之一以上的全国人民代表大会代表提议，并由全国人民代表大会以全体代表的三分之二以上的多数通过”。迄今为止经历了五次宪法修正案后形成了宪法现行版本。
修改宪法的过程一般都是先由中共中央向全国人大常委会提出修宪建议（具体的修宪提议内容会在报纸上向社会公布），经全国人大常委会接受后，以常委会的名义提出宪法修正案草案，提请全国人大全体会议审议，最后由全国人大正式表决。

## 1988年宪法修正案
顺应当时的改革形势，第七届全国人大修改宪法第十条和第十一条。允许私营经济出现，并准许土地使用权转让。
2月28日，中共中央向全国人大常委会提交《中国共产党中央委员会关于修改中华人民共和国宪法个别条款的建议》。
3月6日，人民日报全文刊登《中国共产党中央委员会关于修改中华人民共和国宪法个别条款的建议》。
3月12日，第六届全国人大常委会第二十五次会议通过以中央修宪建议为基础拟订的《宪法修正案（草案）》，并决定提请七届全国人大一次会议审议。
4月12日，第七届全国人民代表大会第一次会议以2821票赞成、22票反对、16票弃权表决通过《宪法修正案》。（修宪历史上第一次出现反对票）

## 1993年宪法修正案
邓小平南巡后，为准许市场经济体制发展，第八届全国人大修改宪法总纲大部分条款和序言部分，以及地方人大代表选举部分。正式确立了“社会主义市场经济”体制，并将中国共产党领导的多党合作和政治协商制度写入序言。
2月14日，中共中央向全国人大常委会提交《中国共产党中央委员会关于修改宪法部分内容的建议》。
2月16日，《人民日报》全文刊登《中国共产党中央委员会关于修改宪法部分内容的建议》。
2月22日，第七届全国人大常委会第三十次会议通过以中央修宪建议为基础拟订的《宪法修正案（草案）》，并决定提请八届全国人大一次会议审议。
3月14日，中共中央向第八届全国人民代表大会第一次会议主席团提交《中国共产党中央委员会关于修改宪法部分内容的补充建议》。（由于不符合修宪程序，在九三学社建议下，由2383名代表重新向主席团提出）
3月19日，人民日报刊登《中国共产党中央委员会关于修改宪法部分内容的补充建议》内容。
3月23日，第八届全国人民代表大会2383名代表根据中共中央的补充建议，提出了对《宪法修正案（草案）》的补充修正案；经主席团表决，主席团将全国人大常委会原来提出的宪法修正草案和代表们提出的补充修正案合并为新的宪法修正案草案，交各代表团审议。
3月29日，第八届全国人民代表大会第一次会议以2848票赞成、8票反对、36票弃权表决通过《宪法修正案》。

## 1999年宪法修正案
为顺应形势发展，第九届全国人大将宪法部分条文再度修改，“邓小平理论”被写入宪法，修改后的宪法进一步提高了私有经济地位，并废止“反革命罪行”的条款。另新增：“中华人民共和国实行依法治国，建设社会主义法治国家。”
1月22日，中共中央向全国人大常委会提交《中国共产党中央委员会关于修改宪法部分内容的建议》。
1月30日，第九届全国人大常委会第七次会议通过以中央修宪建议为基础拟订的《宪法修正案（草案）》，并决定提请九届全国人大二次会议审议。
1月31日，人民日报全文刊登《中国共产党中央委员会关于修改宪法部分内容的建议》。
3月15日，第九届全国人民代表大会第二次会议以2811票赞成、21票反对、24票弃权表决通过《宪法修正案》。

## 2004年宪法修正案
第十届全国人大再度修改了宪法。除将“三个代表”写入宪法外，原条文中的戒严状态更改为紧急状态并授权国家主席根据全国人民代表大会的决定宣布紧急状态，另外，“国家尊重和保障人权”的说法也写入宪法，《义勇军进行曲》作为中华人民共和国国歌也赋予了宪法地位。
2003年10月11日至14日，中共十六届三中全会召开，通过了《中国共产党中央委员关于修改宪法部分内容的建议》。（之前的1988、1993、1999年修宪，《建议》均没有经过中共中央的全体会议审议）
12月12日，中共中央向全国人大常委会提交《中国共产党中央委员会关于修改宪法部分内容的建议》。
12月23日，人民日报全文刊登《中国共产党中央委员关于修改宪法部分内容的建议》。
12月27日，第十届全国人大常委会第六次会议通过以中央修宪建议为基础拟订的宪法《宪法修正案（草案）》，并决定提请十届全国人大二次会议审议。
2004年3月14日，第十届全国人民代表大会第二次会议以2863票赞成，10票反对，17票弃权表决通过《宪法修正案》。

## 2018年宪法修正案
第十三届全国人大一次会议通过了宪法修正案。内容包括赋予地级市地方立法权、设立国家监察机关、取消国家主席和副主席任期限制、从宪法层面上确立宪法宣誓制度等。添加科学发展观和习近平新时代中国特色社会主义思想入宪。
1月18日至19日，中共十九届二中全会召开，通过《中国共产党中央委员会关于修改宪法部分内容的建议》。
1月26日，中共中央向全国人大常委会提交《中国共产党中央委员会关于修改宪法部分内容的建议》。
1月30日，十二届全国人大常委会第三十二次会议全票通过以中央修宪建议为基础拟订的《中华人民共和国宪法修正案（草案）》，并决定提请十三届全国人大一次会议审议。
2月25日，新华社受权播发《中国共产党中央委员会关于修改宪法部分内容的建议》。
3月6日，新华社受权播发《中华人民共和国宪法修正案（草案）》（摘要）。
3月9日，第十三届全国人民代表大会2952名代表，提出了对《宪法修正案（草案）》的补充修改内容，即将“法律委员会”的名称修改为“宪法和法律委员会”。大会主席团秘书处决定，在宪法修正案草案第四十四条中增加一款，把补充修改内容作为第二款加入。
3月11日，第十三届全国人民代表大会第一次会议以2958票赞成，2票反对，3票弃权表决通过《宪法修正案》。